# 오삼불고기
오삼불고기는 양념을 섞어서 오징어와 삼겹살로 만든 한국 요리이다. 채소와 버섯을 함께 섞어서 조리한다. 오징어와 삼겹살을 매콤하게 볶은 요리다. 쫀득한 오징어와 삼겹살의 식감에 고추장 양념을 더하여 반찬으로도 좋고 술 안주에도 좋다.

## 개요
오징어와 돼지고기 삼겹살을 매콤하게 볶은 요리로 강원도 강릉 지역에서 즐겨 먹는 음식이다. 강릉은 동해안과 인접하여 있어 이곳에서 잡은 오징어와 지역에서 생산한 돼지고기 삼겹살을 이용하여 만든다. 쫀득한 오징어와 삼겹살의 식감에 고추장 양념을 더하여 밥반찬으로도 좋고 술에 곁들여 먹어도 좋다.
연체동물인 오징어는 동해안에 주로 서식하며, 오징어회, 오징어회무침, 오징어볶음, 오징어찌개, 마른오징어 등으로 다양하게 조리하여 먹을 수 있다. 여름부터 가을까지가 제철로, 살에 탄력이 있고 윤기가 흐르는 것이 싱싱한 오징어이다. 『규합총서(閨閤叢書)』에 의하면 물 위에 떴다가 까마귀를 보면 죽은 체 하여 오징어를 오적어(烏賊魚)라 한다고 했다. 이는 오징어가 까마귀를 즐겨 먹는 성질이 있어서 물 위에 떠서 죽은 체하다가 이것을 보고 달려드는 까마귀를 발로 감아서 물 속에 들어가 먹는다고 하여 붙여진 이름이다.
삼겹살은 살코기와 비계층이 3번 겹쳐져 있어 부드러우면서도 쫄깃쫄깃함이 조화를 이루고 있어 식감이 좋다. 갈비를 떼어낸 부분에서부터 시작하여 복부까지의 넓고 납작한 모양의 부위에 해당하며 풍미가 좋은 것이 특징이다. 돼지고기 부위 중 가장 고소하지만 기름기가 많아 지방 함유량이 많고 칼로리가 높다.

## 조리법
보관하였다 먹으려면 내장을 제거한 뒤 냉동보관 하여야 한다. 오징어는 싱싱한 것으로 준비하여 내장을 제거하고 깨끗이 씻는다. 몸통 한 쪽을 세로로 갈라 넓게 핀 뒤 칼집을 내고 가로 1cm, 세로 5cm 크기로 자른다. 양파는 채 썰고, 대파는 어슷하게 썬다. 고추장, 고춧가루, 설탕, 다진 마늘, 간장, 참기름을 섞어 양념장을 만든다. 손질한 삼겹살과 오징어에 양념장과 양파, 대파를 넣고 각각 무친다. 기름을 두른 팬을 달군 뒤, 삼겹살과 오징어를 한 쪽에서 각각 볶다가 어느 정도 익으면 어슷하게 썬 고추를 넣고 함께 볶는다. 오징어와 삼겹살을 함께 볶으면 두 재료의 맛이 섞일 수 있으므로, 각자 볶다가 익은 뒤에 합하는 것이 좋다.

## 영양
오징어에는 타우린 함량이 높아 피로 회복에도 도움이 되며 고혈압과 같은 성인병 예방에도 효과적이다. 또한, 단백질이 풍부하면서도 칼로리가 낮아 체중조절을 위한 식단으로 적합하다. 삼겹살에는 단백질과 아연, 셀레늄이 풍부하게 들어있어 면역력을 높이는 데 도움을 주며, 미네랄과 비타민 F가 함유되어 뇌질환을 예방해준다.